# Михель, Юлиус фон
Юлиус фон Михель (нем. Julius von Michel; 5 июля 1843, Франкенталь — 29 сентября 1911, Берлин) — немецкий офтальмолог.

## Биография
Юлиус фон Михель родился в семье прокурора королевского окружного суда Фридриха Конрада Михеля и Анны Марии Кристины фон Даванс. Обучался в народной и латинской школе во Франкентале, затем в гимназии в Цвейбрюккене. С 1861 года обучался медицине в Вюрцбургском университете. В 1863 году был назначен ассистентом Физиологического института Цюрихского университета, а по возвращении в Вюрцбург в 1866 году защитил докторскую диссертацию. В 1867 году успешно сдал в Мюнхене государственный экзамен.
Михель начал карьеру с должности ассистента врача в больнице родного Франкенталя, специализировался в офтальмологии и в 1868 году перешёл на работу в цюрихскую глазную клинику, где работал под началом Фридриха Горнера. В 1870 году Юлиус фон Михель вернулся в Германию и принял участие в войне против Франции, а затем продолжил образование в Физиологическом институте в Лейпциге, где его основным преподавателем был анатом и антрополог Густав Швальбе. В 1872 году Михель габилитировался в Лейпциге в области офтальмологии. Спустя год он был назначен экстраординарным профессором Эрлангенского университета, затем с 1875 года получил ставку ординарного профессора. В 1876 году Михель отказался о приглашения в Бернский университет, но вследствие безнадёжных условий в Эрлангене подал заявление на вакансию профессора офтальмологии в Вюрцбургском университете, которую получил в апреле 1879 года. В Вюрцбурге Михель сменил на этой должности Роберта фон Вельца. К заслугам Михеля в Вюрцбурге относят строительство новой университетской глазной клиники. В 1899 году Михель вместе с Германом Кунтом основал знаменитый журнал Zeitschrift für Augenheilkunde.
Весной 1900 года Михель принял приглашение в Университет имени Фридриха Вильгельма в Берлине, где стал преемником Карла Швейггера. Служба в Берлинском университете стала вершиной профессиональной карьеры Юлиуса фон Михеля. В Берлине Михель преподавал вплоть до последнего года своей жизни.

## Труды
- Das Verhalten der Netzhaut und des Sehnerven bei Epilepsie (Diss, 1866)
- Die Krankheiten der Lider (Leipzig, 2. Aufl. 1908)
- Lehrbuch der Augenheilkunde (1884)
- Klinischer Leitfaden der Augenheilkunde (1894)